# Certificado fitossanitário de origem
O Certificado Fitossanitário de Origem – CFO atesta a condição fitossanitária da partida de plantas, partes de vegetais ou produtos de origem vegetal em sua origem, de acordo com as normas de defesa sanitária vegetal do Ministério da Agricultura, Pecuária e Abastecimento – MAPA (Brasil).
O CFO deve ser emitido na unidade de produção – UP, propriedade rural ou área agroextrativista, por um responsável técnico cadastrado no MAPA. Sendo fundamental para a emissão da Permissão de trânsito de Vegetais – PTV, nos seguintes casos:
- produto veiculador de praga quarentenária A2 e se houver exigência para trânsito por outra legislação.
- provar Área ou Local Livre de Praga – ALP ou LLP, Sistema de Mitigação de Riscos de Praga – SMRP, Área de Baixa Prevalência de Praga – ABPP.
- atender exigências específicas do mercado interno ou do país importador.

O responsável técnico deverá ser um Engenheiro Agrônomo ou Engenheiro Florestal e sua habilitação, registro no MAPA, terá validade de cinco anos e indica a quais pragas está autorizado a emitir CFO. O curso para a habilitação será realizado pelo Órgão Estadual de Defesa Sanitária Vegetal – OEDSV.
A unidade de produção é uma área contínua, de tamanho variável com os limites definidos por marcos ou coordenadas geográficas, plantando a mesma espécie vegetal com os mesmos tratos culturais e fitossanitários. A UP deve ser inscrita no OEDSV.